# المحسنة (منبج)
المحسنة قرية سوريّة تتبع إداريّاً لمحافظة حلب منطقة منبج ناحية خفسة، بلغ تعداد سكانها (2,302) نسمة حسب التعداد السكاني لعام 2004.